# Federico Zuccon
Federico Zuccon (Genova, 1º aprile 2003) è un calciatore italiano, centrocampista dell'Atalanta U23.

## Carriera

### Club
Ha iniziato a giocare a calcio nel settore giovanile della Sampdoria per poi passare in quello dell'Atalanta nel 2017. Con i bergamaschi ha fatto tutta la trafila delle giovanili vincendo la Supercoppa Primavera nel 2020 ed arrivando a ricevere alcune convocazioni in prima squadra nella stagione 2021-2022.
Il 14 luglio 2022 è stato ceduto in prestito in Serie C al Lecco ed il 10 settembre ha debuttato a livello professionistico nell'incontro di campionato vinto 2-0 contro la Pergolettese. Con i lariani ha giocato complessivamente 40 incontri guadagnando la titolarità nella seconda metà di stagione, contribuendo peraltro alla vittoria dei play-off e, di conseguenza, alla promozione in Serie B del club. Il 22 luglio 2023 è passato sempre in prestito al Cosenza in Serie B; con la maglia del club calabrese nel corso della stagione 2023-2024 ha giocato complessivamente 29 partite nella serie cadetta.
Il 24 agosto 2024 è stato prestato alla Juve Stabia ma a causa del poco impiego (7 presenze), nel calciomercato invernale è rientrato a Bergamo per poi firmare con la Salernitana fino al termine della stagione sempre con la formula del prestito; con i campani ha giocato ulteriori 12 partite di campionato, retrocedendo in Serie C dopo aver perso i play-out contro la Sampdoria.

### Nazionale
Ha giocato con le nazionali giovanili italiane Under-15, Under-16, Under-17, Under-19, Under-20 ed Under-21.

## Statistiche

### Presenze e reti nei club
Statistiche aggiornate al 22 giugno 2025.
| Stagione        | Squadra         | Campionato      | Campionato | Campionato | Coppe nazionali | Coppe nazionali | Coppe nazionali | Coppe continentali | Coppe continentali | Coppe continentali | Altre coppe | Altre coppe | Altre coppe | Totale | Totale | Totale |
| Stagione        | Squadra         | Comp            | Pres       | Reti       | Comp            | Pres            | Reti            | Comp               | Pres               | Reti               | Comp        | Pres        | Reti        | Pres   | Reti   |        |
| --------------- | --------------- | --------------- | ---------- | ---------- | --------------- | --------------- | --------------- | ------------------ | ------------------ | ------------------ | ----------- | ----------- | ----------- | ------ | ------ | ------ |
| 2022-2023       | Lecco           | C               | 32+8       | 0          | CI-C            | 0               | 0               | -                  | -                  | -                  | -           | -           | -           | 40     | 0      |        |
| 2023-2024       | Cosenza         | B               | 29         | 0          | CI              | 1               | 0               | -                  | -                  | -                  | -           | -           | -           | 30     | 0      |        |
| 2024-gen. 2025  | Juve Stabia     | B               | 7          | 0          | CI              | 0               | 0               | -                  | -                  | -                  | -           | -           | -           | 7      | 0      |        |
| gen.-giu. 2025  | Salernitana     | B               | 12         | 0          | CI              | -               | -               | -                  | -                  | -                  | -           | -           | -           | 12     | 0      |        |
| Totale carriera | Totale carriera | Totale carriera | 80+8       | 0          |                 | 1               | 0               |                    | -                  | -                  |             | -           | -           | 89     | 0      |        |

## Palmarès

### Club

#### Competizioni giovanili
- Supercoppa Primavera: 1

Atalanta: 2020